# إدموند كارترايت

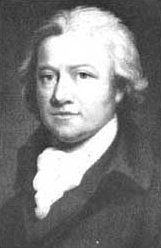
إدموند كارترايت

إدموند كارترايت (بالإنجليزية: Edmund Cartwright) 24 أبريل 1743 30 أكتوبر 1823 هو مخترع ورجل دين إنجليزي كان قد طور نولاً يعمل بطاقة البخار لنسج القطن، مما أدى إلى ابتكار أنوال آلية أكثر كفاءة، وإلى تطوير صناعة النسيج الحديثة.

## حياته
ولد كارترايت في مارنهام في نوتينجهامشاير، وتخرج في جامعة أكسفورد، وأصبح راعيًا لأبرشية ريفية في غودباي ماروود في ليسترشاير. وفي عام 1784 علم كارترايت بأن هناك حاجة إلى آلة نسيج تستطيع أن تصنع الأقمشة بأسرع من النول اليدوي، ومن ثم، أصبح على قناعة بأنه يستطيع صنع نول آلي على الرغم من أنه لم يشاهد نولاً يعمل قط.
احتاجت أول آلة نسيج صنعها كارترايت، وهي تلك التي تم تسجيل براءة اختراعها في عام 1785، إلى رجلين قويين لتشغيلها لوقت قصير، ولم تكن أكثر كفاءة من النول اليدوي. غير أن كارترايت اخترع في عام 1786 نولاً يعمل بطاقة البخار. وفي العام التالي قام كارترايت باستخدام هذا النول في مصنع للغزل والنسيج افتتحه في دونكاستر في يوركشاير.
وفي عام 1791، طلب مصنع في مانشستر 400 من أنوال كارترايت. غير أن العمال الذين توقعوا أن تحرمهم الآلات من وظائفهم عمدوا إلى إحراق المصنع. وحاول مصنعون آخرون استخدام نول كارترايت، ولكن جهودهم باءت بالفشل، وأغلق كارترايت مصنعه في عام 1793. وعلى الرغم من أن أنوال كارترايت، لم تكن عملية تماما، إلا أن البرلمان اعترف بعمله الرائد في عام 1809 عندما كافأه بمبلغ يعادل حوالي 50 ألف دولار أمريكي. ابتكر كارترايت أيضًا آلة لتمشيط الصوف وأخرى ليستخدمها المزارعون في حصاد الذرة. غير أن أيًا من الاختراعين لم يحقق له عائدًا ماديًا كبيرًا.

## روابط خارجية
- إدموند كارترايت على موقع الموسوعة البريطانية (الإنجليزية)
- إدموند كارترايت على موقع إن إن دي بي (الإنجليزية)